# (73543) 2003 OB30
(73543) 2003 OB30 – planetoida z pasa głównego asteroid okrążająca Słońce w ciągu 5,18 lat w średniej odległości 2,99 j.a. Odkryta 24 lipca 2003 roku.